# Cuétara
Cuétara (a efectos legales, Gómez-Cuétara Hmnos, S.A. de C.V.) es una marca mexicana de galletas, cereales y dulces de origen español. Fue fundada en 1935 en la Ciudad de México, por los hermanos españoles Juan y Florencio Gómez-Cuétara. Desde 2015, está integrada en el grupo Adam Foods, que también acoge a la marca de galletas Artiach, y anteriormente perteneció a Grupo Nutrexpa y SOS Cuétara.

## Historia
Los hermanos Gómez-Cuétara; Juan, Florencio, Raimundo, Isaac, Paula y Pedro, eran originarios de Valle de Liébana, Cantabria, España. En 1906, los seis decidieron emigrar a México en busca de un mejor futuro; allí, formaron sus familias y prosperaron laboralmente desempeñándose en diversas actividades comerciales durante el transcurso de la Revolución Mexicana. En 1932, Juan y Florencio, los dos hermanos más jóvenes, fundaron la fábrica de pastas para sopas La Espiga, estableciéndola en la Ciudad de México. Tres años después, en 1935, su empresa evoluciono incorporando galletas a su catálogo y pasó a llamarse Galletas Gómez Cuétara. Gracias a la gran aceptación de sus productos, en 1945, establecieron una segunda fábrica en el estado de Veracruz, localizándola en la ciudad homónima. En 1947, ambos hermanos regresaron a España, donde decidieron continuar con el negocio de galletas, por lo que establecieron una nueva fábrica con el nombre de Gómez Cuétara Hnos. (G.C.H.).
El 15 de enero de 1964, la empresa se constituyó como Cuétara S.A., y poco después se inauguró su principal fábrica en la localidad madrileña de Villarejo de Salvanés. Esta sede fue ampliada en 2005, con la presencia del Rey Juan Carlos I de España y la ministra de Agricultura, Pesca y Alimentación Elena Espinosa.
En 2001, se fusionó con SOS Arana Alimentación, S.A. para dar lugar al grupo SOS Cuétara, S.A., uno de los principales grupos de alimentación de España.
En diciembre de 2008, se anunció la venta de la división galletera de SOS Cuétara a Grupo Nutrexpa por 215 millones de euros. La venta estuvo motivada por el giro en la estrategia por parte de SOS Cuétara. Sin su galletera pasaría a llamarse SOS Corporación y en 2011 cambió su denominación a Deoleo. Estos cambios se hicieron para centrarse en los negocios estratégicos de la compañía: el arroz y los aceites. Desde 2015, su propietaria es la empresa Adam Foods, tras disolverse Nutrexpa en dos empresas: Adam e Idilia Foods.
Cuétara es una de las marcas pertenecientes al Foro de Marcas Renombradas Españolas.

## Productos de la marca
- Surtido Cuétara
- Mexicanas
- Marías
- Galletas Oro
- Hojaldradas con cajeta
- Chavalín (Chavalín Vainilla, con grageas de colores, cobertura sabor a chocolate con arroz inflado)
- Napolitanas
- Tostas
- Tostacrem
- Animalitos
- Ovaladas
- Nylon
- Roscayemas
- Mil
- Sándwich Junior
- Sándwich Combinado 3 Flores
- Polvorones
- Grageas
- Diavolín
- Deportivas
- Especiales (Tartinas de fresa, piña o zarzamora, Palmeras o Orejitas, etc.)
- Galleta de malvavisco con cobertura sabor a chocolate
- Galletas con chispas con chispas sabor a chocolate